# Pablo Burali d'Arezzo
El beato Pablo Burali d'Arezzo (Itri, 1511 – Torre del Greco, 17 de junio de 1578) fue un cardenal italiano de la Iglesia católica, nombrado por el papa san Pío V. Es venerado como beato en la Iglesia católica.

## Datos biográficos
Nació en Itri en 1511, segundo hijo de los esposos nobles Pablo Burali d'Arezzo y Victoria Olivers. En el bautismo recibió el nombre de “Escipión”.
En el año 1524, con apenas trece años, ingresó a la Universidad de Salerno para realizar estudios literarios.
Más adelante, en la Universidad de Bolonia continuó su formación intelectual, cursando estudios de derecho civil y canónico, donde dominó las dificultades del Digesto, del Decreto de Graciano y de las decretales pontificias, alcanzando el grado de Doctor en ambos derechos a la edad de veinticinco años.
Siendo ya abogado, abrazó la vida religiosa en 1557 en la Orden de Clérigos Regulares Teatinos.
El 23 de julio de 1568 fue elegido obispo de Plasencia (Italia).
El papa Pío V lo elevó al rango de cardenal en el consistorio del 17 de mayo de 1570.
Fue arzobispo de Nápoles del 19 de septiembre de 1576 hasta su muerte.
Murió el 17 de junio de 1578, a la edad de 67 años. Fue beatificado por Clemente XIV el 18 de junio de 1772. Su cuerpo descansa en la capilla a él dedicada en la Basílica de San Paolo Maggiore, en Nápoles.